# Equazione alle differenze
Le equazioni alle differenze rappresentano la formulazione discreta della controparte continua, costituita dalle equazioni differenziali ordinarie (ODE), qualora si sia effettuata una discretizzazione del dominio di definizione della funzione incognita che costituisce la soluzione all'equazione data.

## Introduzione al problema
Consideriamo delle equazioni differenziali ordinarie di ordine {\displaystyle n}, nella forma implicita generale (assieme alle opportune {\displaystyle n} condizioni iniziali):
{\displaystyle G\left(t,y(t),y'(t),...,y^{(n)}(t)\right)=0\qquad (1)}
la cui soluzione è rappresentata dalla funzione incognita {\displaystyle y(t):I\to J}, definita in un dominio {\displaystyle I} contenuto o al più coincidente con l'insieme dei numeri reali, e a valori in un codominio {\displaystyle J}, anch'esso contenuto o al più coincidente con l'insieme dei numeri reali. Affinché {\displaystyle y(t)} costituisca la soluzione della {\displaystyle (1)}, per ogni {\displaystyle t} nell'insieme {\displaystyle I}, questa dovrà necessariamente appartenere allo spazio funzionale {\displaystyle C^{n}(I)}, definite in {\displaystyle I}, ed ivi continue e derivabili (fino all'ordine {\displaystyle n}). 
Vogliamo ora interessarci a ricercare la soluzione {\displaystyle y(t)} dell'equazione differenziale {\displaystyle (1)} soltanto in un sottoinsieme del dominio {\displaystyle I} di definizione della stessa, ovvero soltanto per determinati valori di {\displaystyle t}. Un caso tipico è quello per cui i punti in cui si desidera conoscere la {\displaystyle y(t)} risultano equispaziati tra loro: ciò equivale ad effettuare una decomposizione {\displaystyle D} periodica del dominio {\displaystyle I} del tipo {\displaystyle D=(t_{1},t_{2},\dots ,t_{n},\dots )}, in cui si avrà {\displaystyle t_{i}-t_{i-1}=T}, per ogni {\displaystyle i=1,2,\dots ,n,\dots } (dove {\displaystyle T} è il periodo della decomposizione). Naturalmente, a seconda che {\displaystyle I} sia limitato o meno, tale sarà anche {\displaystyle D}: nel primo caso, {\displaystyle D} sarà un insieme (ordinato) finito, mentre nel secondo caso sarà un insieme (ordinato) numerabile. È chiaro allora che potremo omettere la variabile {\displaystyle t} nell'indicare l'insieme {\displaystyle D} e riferirci ai singoli elementi ordinati di quest'ultimo attraverso un indice intero {\displaystyle k} che ne individui la posizione al suo interno, ovvero, supponendo di includere anche lo {\displaystyle 0} (a meno di semplici traslazioni) in {\displaystyle D}, si avrà {\displaystyle t_{k}=kT}. Abbiamo ottenuto dunque la sequenza {\displaystyle y[k]:D\to J}.

## Equazioni alle differenze finite del primo ordine
Il passo successivo consiste nel "tradurre" discretamente le operazioni di derivazione della funzione incognita {\displaystyle y(t)} che compaiono nella {\displaystyle (1)}. A tal proposito, prendiamo come esempio la derivata prima e consideriamo il generico punto {\displaystyle t_{0}} appartenente a {\displaystyle I}, che supponiamo essere anche un elemento di {\displaystyle D}. Essendo {\displaystyle y(t)} appartenente a {\displaystyle C^{n}(I)}, essa sarà derivabile in {\displaystyle t_{0}}, in cui esisteranno, finite, derivata destra e sinistra, uguali naturalmente tra loro. Avremo pertanto:
{\displaystyle y'(t_{0})=\lim _{t{\rightarrow }t_{0}^{+}}{\frac {y(t)-y(t_{0})}{t-t_{0}}}=\lim _{t{\rightarrow }t_{0}^{-}}{\frac {y(t_{0})-y(t)}{t_{0}-t}}\qquad (2)}
Approssimiamo la derivata prima con il suo rapporto incrementale destro, ovvero, se {\displaystyle t_{1}=t_{0}+T}, si potrà scrivere:
{\displaystyle y'(t_{0})\approx {\frac {y(t_{1})-y(t_{0})}{T}}\qquad (3)}
Generalizzando la {\displaystyle (3)} ad un punto qualsiasi {\displaystyle k} appartenente a {\displaystyle D} ({\displaystyle t=kT}), si potrà scrivere:
{\displaystyle y'(t=kT)\approx {\frac {y[k+1]-y[k]}{T}}\qquad (4)}
La {\displaystyle (4)} rappresenta la differenza finita prima in avanti di {\displaystyle y(t)} in {\displaystyle t=kT}; l'errore che si commette nell'approssimare la derivata col rapporto incrementale sarà naturalmente tanto minore quanto più {\displaystyle T} è piccolo.
Per quanto detto a proposito della {\displaystyle (2)}, approssimiamo ora la derivata prima con il suo rapporto incrementale sinistro, ovvero, se {\displaystyle t_{1}=t_{0}-T}, si potrà scrivere:
{\displaystyle y'(t_{0})\approx {\frac {y(t_{0})-y(t_{1})}{T}}\qquad (5)}
Generalizzando la {\displaystyle (5)} ad un punto qualsiasi {\displaystyle k} appartenente a {\displaystyle D} ({\displaystyle t=kT}), si potrà scrivere:
{\displaystyle y'(t=kT)\approx {\frac {y[k]-y[k-1]}{T}}\qquad (6)}
La {\displaystyle (6)} rappresenta la differenza finita prima all'indietro di {\displaystyle y(t)} in {\displaystyle t=kT}. Le formule {\displaystyle (4)} e {\displaystyle (6)} sono due modi possibili per discretizzare l'operazione di derivazione e che ci hanno condotto, in modo naturale, ad esprimere la {\displaystyle y'(t)} in funzione del periodo di decomposizione {\displaystyle T} dell'intervallo {\displaystyle I}, e dei valori di {\displaystyle y(t)} nel punto di derivazione considerato {\displaystyle kT} e nel punto immediatamente dopo (o immediatamente prima) che compare nell'ordinamento di {\displaystyle D}. Possiamo dunque, intanto, interpretare la {\displaystyle (1)}, nel caso in cui {\displaystyle n=1}, nel caso discreto come:
{\displaystyle F(k,y[k],y[k+1])=0\qquad (7)}
se si è utilizzata la {\displaystyle (4)} per approssimare la derivata prima, o come:
{\displaystyle F(k,y[k],y[k-1])=0\qquad (8)}
se si è utilizzata la {\displaystyle (6)} per approssimare la derivata prima. Le formule {\displaystyle (7)} e {\displaystyle (8)} rappresentano due equazioni alle differenze finite del primo ordine, in forma implicita. 
Si noti che, così come nel caso continuo abbiamo bisogno di una condizione iniziale {\displaystyle y(t_{0})} per risolvere una generica ODE del primo ordine, allo stesso modo necessitiamo di una condizione iniziale {\displaystyle y[m]} per risolvere una generica equazione alle differenze finite del primo ordine. Equazioni simili sono risolvibili in modo molto semplice; vediamone un esempio:
{\displaystyle 3y[n]+y[n-1]=0\ {\mbox{per}}\ n\geq 0\qquad (9)}
Si tratta di un'equazione alle differenze finite, del primo ordine, omogenea, lineare, a coefficienti costanti (questi infatti non dipendono dalla variabile indipendente {\displaystyle n}). Si noti che abbiamo esplicitamente limitato lo studio della soluzione della {\displaystyle (9)} a quei valori di {\displaystyle n} appartenenti a {\displaystyle \mathbb {N} _{0}^{+}}. Prendiamo come condizione iniziale {\displaystyle y[-1]=1} e procediamo ricorsivamente:
{\displaystyle 3y[0]+y[-1]=0\Rightarrow y[0]=-{\frac {1}{3}}}
{\displaystyle 3y[1]+y[0]=0\Rightarrow y[1]={\frac {1}{9}}}
{\displaystyle 3y[2]+y[1]=0\Rightarrow y[2]=-{\frac {1}{27}}}
{\displaystyle \dots }
Possiamo già ricavare una forma esplicita per la soluzione {\displaystyle y[n]}, ovvero {\displaystyle y[n]={\tfrac {1}{(-3)^{n+1}}}}, per {\displaystyle n\geq 0}, e che rappresenta di fatto una successione a termini di segno alterno e convergente a {\displaystyle 0} per {\displaystyle n} tendente a {\displaystyle \infty } . La radice dell'equazione algebrica omogenea associata alla {\displaystyle (9)}, ovvero {\displaystyle 3h+1=0\Rightarrow h=-1/3}, viene tipicamente chiamata polo dell'equazione. 
Tutte le equazioni alle differenze, lineari e a coefficienti costanti, di ordine qualsiasi, una volte note tutte le condizioni iniziali, possono essere risolte ricorsivamente. 
Per completare la "discretizzazione" della {\displaystyle (1)}, dobbiamo discretizzare le restanti derivate: questo viene fatto in maniera analoga a quanto visto per l'approssimazione della derivata prima, utilizzando i rapporti incrementali {\displaystyle k}-esimi della derivata {\displaystyle (k-1)}-esima in modo progressivo. Si arriva dunque a poter scrivere la forma implicita di una generica equazione alle differenze finite, di ordine {\displaystyle n}:
{\displaystyle F(k,y[k],y[k-1],...,y[k-n])=0\qquad (10)}
avendo supposto di utilizzare sempre le differenze finite prime all'indietro per l'approssimazione delle derivate.
Le equazioni alle differenze vengono introdotte in modo naturale nello studio di fenomeni che avvengono con cadenza periodica (o comunque approssimabili o descrivibili con modelli matematici di tipo discreto); in particolare, si prestano molto bene a descrivere il comportamento dinamico di sistemi tempo-discreti o spazio-discreti nell'elaborazione dei segnali e nei controlli automatici. Per questi casi, particolarmente importanti sono le equazioni alle differenze finite lineari e a coefficienti costanti: tali proprietà, infatti, riflettono in modo naturale le caratteristiche del sistema di cui l'equazione (o il sistema di equazioni) rappresenta il modello matematico. La linearità discende dall'omonima proprietà del sistema che si sta descrivendo, mentre la costanza dei coefficienti rispetto al tempo (discreto) discende dall'invariabilità dei parametri del sistema al variare del tempo. Un classico esempio è un simulatore discreto di un semplice ramo RC: scegliendo come grandezza d'ingresso la tensione applicata ai capi del ramo e come grandezza d'uscita la tensione misurata ai capi della capacità, è possibile discretizzare l'equazione differenziale che modellizza matematicamente questo semplice sistema, al fine di ridurla ad un'equazione alle differenze finite, del primo ordine, facilmente gestibile da un calcolatore, tipicamente un software CAD di progettazione di circuiti elettronici. Supposti i componenti R e C lineari e stazionari, tale sarà anche l'equazione differenziale descrittiva e quindi la diretta implementazione discreta di questa.

## Equazioni alle differenze finite, lineari ed omogenee
Una generica equazione alle differenze finite, di ordine {\displaystyle m}, lineare, a coefficienti costanti ed omogenea, si può scrivere in forma implicita come:
{\displaystyle a_{m}y[n-m]+a_{m-1}y[n-(m-1)]+...+a_{1}y[n-1]+a_{0}y[n]=0\ {\mbox{per}}\ n\geq 0\qquad (11)}
e facilmente riducibile in forma normale (in funzione, cioè, solo di {\displaystyle y[n-m]}). Date le {\displaystyle m} condizioni iniziali {\displaystyle \{y[-1],...,y[-m]\}}, è possibile risolvere la {\displaystyle (11)} in maniera ricorsiva. Ad ogni modo, se l'ordine {\displaystyle m} dell'equazione è maggiore o uguale a 4, è possibile ricavare la soluzione come somma di modi naturali, come somma cioè di opportune funzioni del tempo discreto {\displaystyle n}, attraverso la ricerca delle radici dell'equazione algebrica associata alla {\displaystyle (11)}; tale equazione si ricava sostituendo, alla generica differenza finita {\displaystyle y[n-p]}, un'incognita elevata alla potenza {\displaystyle m-p}, diciamo {\displaystyle h^{m-p}}. Facciamo un esempio:
{\displaystyle 2y[n-2]+3y[n-1]+y[n]=0\ {\mbox{con}}\ y[-1]=1,y[-2]=0\ {\mbox{per}}\ n\geq 0\qquad (12)}
L'equazione algebrica associata alla {\displaystyle (12)} è:
{\displaystyle h^{2}+3h+2=0}
le cui radici sono {\displaystyle -1} e {\displaystyle -2}. La soluzione generica della {\displaystyle (12)} è dunque:
{\displaystyle y[n]=A(-1)^{n}+B(-2)^{n}}
dipendente da due costanti {\displaystyle A} e {\displaystyle B}, che si ricavano a partire dalle condizioni iniziali:
{\displaystyle y[-1]=-A-{\frac {1}{2}}B=1}
{\displaystyle y[-2]=A+{\frac {1}{4}}B=0}
Risolvendo il sistema lineare in due equazioni e due incognite, si ricava {\displaystyle A=1} e {\displaystyle B=-4}, per cui la soluzione è:
{\displaystyle y[n]=(-1)^{n}-4(-2)^{n}\ {\mbox{per}}\ n\geq 0}
Osserviamo che i poli dell'equazione sono {\displaystyle -1} e {\displaystyle -2}, e che i modi naturali aperiodici della soluzione sono rappresentati da {\displaystyle (-1)^{n}} e da {\displaystyle (-2)^{n}}.

## Equazioni alle differenze finite, lineari e complete
Più complesso è il caso in cui la {\displaystyle (11)} non sia omogenea, ma presenti un termine noto (in generale, una funzione {\displaystyle x[n]}, da sola o assieme alle sue differenze finite, nota su tutto l'intervallo in cui varia {\displaystyle n}):
{\displaystyle {\begin{aligned}a_{m}y[n-m]+a_{m-1}&y[n-(m-1)]+\dots +a_{1}y[n-1]+a_{0}y[n]=\\&b_{r}x[n-r]+b_{r-1}x[n-(r-1)]+\dots +b_{1}x[n-1]+b_{0}x[n]=u[n]\ {\mbox{per}}\ n\geq 0\qquad (13)\end{aligned}}}
Il termine noto può dunque esprimersi, in generale, attraverso una sequenza {\displaystyle u[n]}, nota a priori. A seconda della forma del termine noto, si utilizzano tecniche analoghe a quelle utilizzate per la risoluzione delle ODE non omogenee. Si decompone, innanzitutto, la {\displaystyle (13)} nella sua omogenea associata e si risolve quella, ottenendo una soluzione generale; a questa si somma una soluzione particolare dipendente dalla forma di {\displaystyle u[n]}. Nella teoria dei sistemi, tale decomposizione ha un ben preciso significato fisico: il termine noto rappresenta la sollecitazione (o ingresso) del sistema, e l'uscita è la sequenza incognita che occorre ricavare (risposta del sistema). L'equazione omogenea associata alla {\displaystyle (13)} avrà, come soluzione, la cosiddetta evoluzione libera del sistema, la quale dipende solo dalle condizioni iniziali e dai poli (parametri intrinseci) di quest'ultimo. La soluzione particolare costituisce, invece, la risposta forzata del sistema, direttamente dipendente dall'ingresso {\displaystyle u[n]}. Con un esempio:
{\displaystyle 2y[n]+y[n-1]=2^{n}\ {\mbox{con}}\ y[-1]=1\ {\mbox{e per}}\ n\geq 0\qquad (14)}
Osserviamo che la restrizione dell'intervallo su cui varia {\displaystyle n} per la ricerca della soluzione coincide con la proprietà del sistema (descritto dal modello matematico {\displaystyle (14)}) di causalità. La soluzione generale dell'equazione omogenea associata alla {\displaystyle (14)} è:
{\displaystyle y_{h}[n]=A(-{\frac {1}{2}})^{n}}
con {\displaystyle A} costante da determinare in base alle condizioni iniziali. Per cercare una soluzione particolare della {\displaystyle (14)}, proviamo a cercarne una della forma:
{\displaystyle y_{p}[n]=B(2)^{n}}
e sostituiamo nella {\displaystyle (14)}:
{\displaystyle 2B(2)^{n}+B(2)^{n-1}=2^{n}}
da cui {\displaystyle B={\tfrac {2}{5}}} e poiché:
{\displaystyle y[n]=y_{h}[n]+y_{p}[n]=A(-{\frac {1}{2}})^{n}+{\frac {2}{5}}(2)^{n}}
si avrà, utilizzando l'informazione sulla condizione iniziale {\displaystyle y[-1]=1}, che: {\displaystyle A=-{\tfrac {2}{5}}} e quindi:
{\displaystyle y[n]=-{\frac {2}{5}}(-{\frac {1}{2}})^{n}+{\frac {2}{5}}(2)^{n}\ {\mbox{per}}\ n\geq 0.}
Si nota l'evoluzione libera, dipendente dal polo {\displaystyle h=-{\tfrac {1}{2}}} e dalla condizione iniziale, e l'evoluzione forzata, direttamente dipendente dall'ingresso {\displaystyle u[n]=2^{n}}.
Aggiungiamo che l'evoluzione libera di un sistema tempo-discreto LTI (lineare e tempo-invariante), il cui modello matematico consiste dunque in una (o più) equazioni alle differenze finite, lineari, a coefficienti costanti, tende asintoticamente a {\displaystyle 0} per {\displaystyle n} che tende a infinito se e solo se tutti i suoi poli sono, in modulo, minori di {\displaystyle 1} (sistema asintoticamente stabile).

## Risoluzione di equazioni differenziali per mezzo della trasformata Z
Un altro modo per risolvere equazioni differenziali lineari, a coefficienti costanti, di ordine {\displaystyle m} qualsiasi, è passare per la trasformata {\displaystyle Z[\cdot ]}. Ricordiamo che, in via del tutto generale, l'operazione di {\displaystyle Z}-trasformazione sulla sequenza {\displaystyle y[n]}, definita su un dominio {\displaystyle A\subseteq Z}, sia esso limitato (tra {\displaystyle N_{0}} e {\displaystyle N_{1}}), sia esso illimitato, superiormente e/o inferiormente viene definita come:
{\displaystyle Z[y[n]]=\sum _{k=N_{0}}^{N_{1}}y[k]z^{-k}=Y(z)\qquad (15)}
dove {\displaystyle Y(z)} è una funzione che assume valori complessi, e definita su un sottoinsieme del campo complesso ({\displaystyle z=\rho e^{j\Omega }}; si può dimostrare che {\displaystyle \Omega } è una quantità adimensionale ed è data dal prodotto {\displaystyle \Omega =\omega T}, con {\displaystyle \Omega } pulsazione angolare e {\displaystyle T} periodo di campionamento della funzione {\displaystyle y(t)} da cui si ricava la sequenza {\displaystyle y[n]}). Per la proprietà derivativa della trasformata {\displaystyle Z}, si ha che, restringendo lo studio a sequenze causali:
{\displaystyle Z[y[n-1]]=z^{-1}Y(z)+y[-1]\qquad (16)}
e, più in generale:
{\displaystyle Z[y[n-m]]=z^{-m}Y(z)+z^{-(m-1)}y[-1]+\dots +y[-m]\qquad (17)}
Utilizzando la {\displaystyle (17)} ed effettuando la {\displaystyle Z}-trasformazione di ambo i membri della {\displaystyle (13)}, si ottiene:
{\displaystyle a_{m}z^{-m}Y(z)+a_{m-1}z^{-(m-1)}Y(z)+\dots +a_{1}z^{-1}Y(z)+a_{0}Y(z)-H(z)=U(z)\Rightarrow Y(z)={\frac {U(z)+H(z)}{D(z)}}\qquad (18)}
dove
{\displaystyle D(z)=a_{m}z^{-m}+a_{m-1}z^{-(m-1)}+\dots +a_{1}z^{-1}+a_{0}}
ed {\displaystyle H(z)} è una funzione polinomiale in {\displaystyle z}, con coefficienti dati da combinazioni lineari delle condizioni iniziali e {\displaystyle U(z)} è la {\displaystyle Z}-trasformata della sequenza nota {\displaystyle u[n]}. In questa forma, la {\displaystyle Y(z)} è rappresentata da un rapporto di polinomi in {\displaystyle z} ed è facilmente riducibile (in modo analogo a ciò che si fa per ridurre in fratti semplici una trasformata di Laplace composta da un rapporto di polinomi in {\displaystyle s}) ad una somma di monomi semplici, le cui antitrasformate sono del tipo {\displaystyle Aa^{n}u_{-1}[n]}, con {\displaystyle u_{-1}[n]} sequenza gradino unitario. Ridotta in fratti semplici la {\displaystyle (18)}, si antitrasforma {\displaystyle Y(z)} per ottenere la sequenza soluzione {\displaystyle y[n]}.
Osserviamo come sia possibile scrivere la {\displaystyle (18)} anche come:
{\displaystyle Y(z)={\frac {H(z)}{D(z)}}+{\frac {U(z)}{D(z)}}={\frac {H(z)}{D(z)}}+{\frac {N_{u}(z)}{D(z)D_{u}(z)}}}
dove si è posto {\displaystyle U(z)={\tfrac {N_{u}(z)}{D_{u}(z)}}}, cioè come la somma di due contributi: il primo, dipendente dalle condizioni iniziali, che si evolve secondo i poli (modi naturali) del sistema (di cui la {\displaystyle (18)} rappresenta il modello matematico; i poli sono proprio le radici dell'equazione caratteristica associata alla {\displaystyle (13)}, ovvero gli zeri del polinomio {\displaystyle D(z)}); il secondo, composto a sua volta da una parte che evolve secondo i modi naturali del sistema ("innescata" dall'applicazione dell'ingresso, fattore {\displaystyle D(z)}) e da un'altra componente che evolve esattamente come l'ingresso (cioè secondo i poli di {\displaystyle U(z)}, gli zeri cioè del polinomio a denominatore {\displaystyle D_{u}(z)}), che costituisce la risposta forzata del sistema. Se quest'ultimo è asintoticamente stabile, la parte della risposta complessiva che tende a {\displaystyle 0} al tendere di {\displaystyle n} all'infinito è chiamata anche risposta transitoria, mentre quella parte di {\displaystyle y[n]} che rimane comunque limitata al tendere di {\displaystyle n} all'infinito (a seconda della limitatezza di {\displaystyle u[n]}) viene anche definita risposta forzata del sistema in esame.